# Değiş, Derbent
Değiş là một xã thuộc huyện Derbent, tỉnh Konya, Thổ Nhĩ Kỳ. Dân số thời điểm năm 2011 là 309 người.